# Couleur du ciel

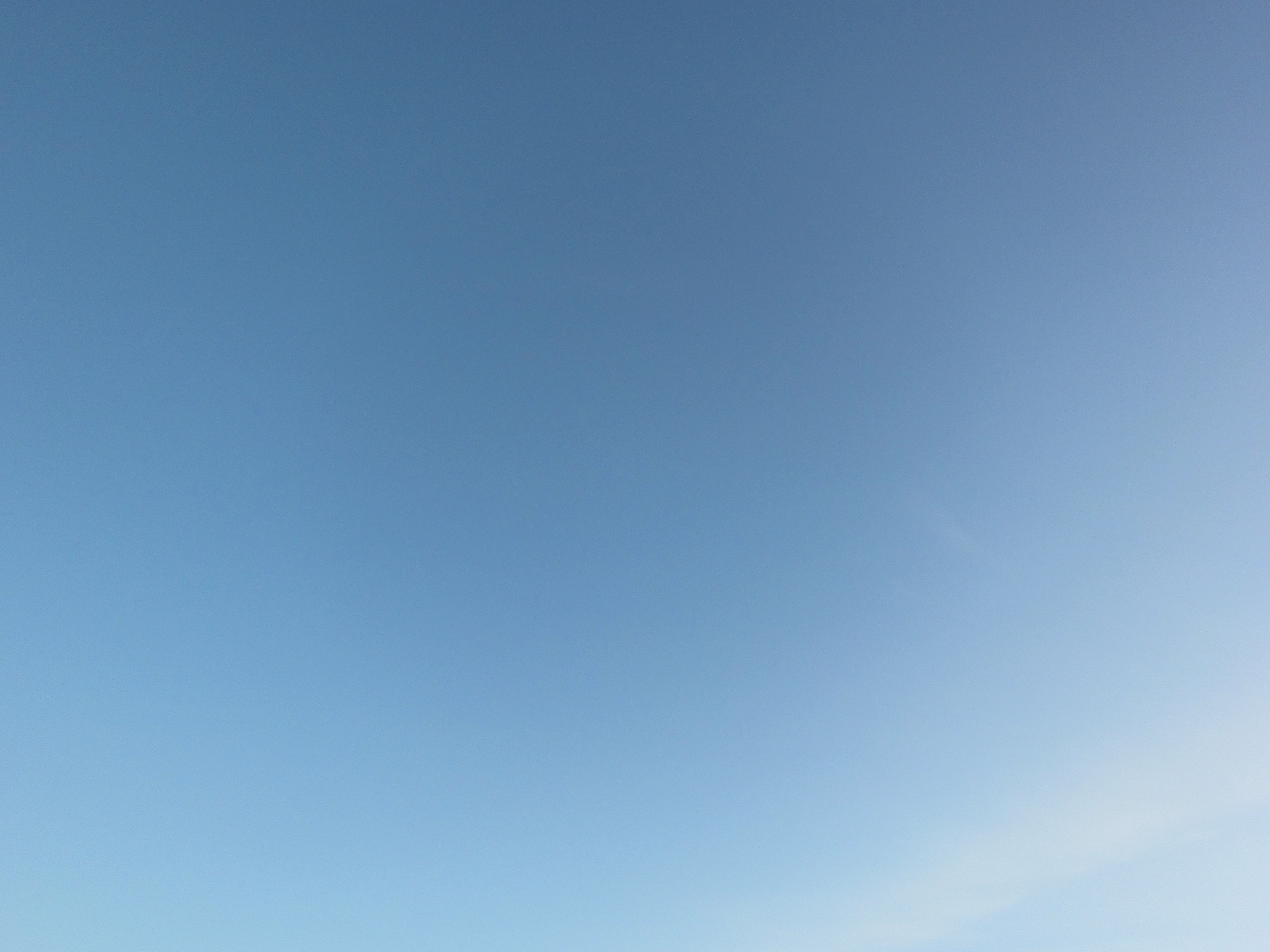
Bleus du ciel.

La couleur du ciel résulte de l'interaction entre la lumière du Soleil et les molécules et particules de l'atmosphère terrestre.
La diffusion des ondes du rayonnement solaire à travers l'atmosphère sans nuages affecte plus les parties les plus énergétiques du spectre lumineux, qui correspondent à la couleur bleue dans la vision humaine. Ces parties à courte longueur d'onde sont plus abondantes dans la diffusion que dans la lumière directe : le ciel est bleu. Un nuage, constitué de gouttelettes d'eau en suspension, diffuse à peu près également toutes les parties du spectre : il apparaît blanc achromatique.
La perception de la couleur du ciel dépend aussi de l'adaptation visuelle.

## Couleurs du ciel
« Il serait plus juste de parler des couleurs du ciel, car on peut y admirer, avec les teintes bleues ou presque violacées dans la direction perpendiculaire à celle du soleil, les orangés et les rouges crépusculaires. Pour ne pas citer les grandes draperies lumineuses des aurores boréales et la palette de l'arc-en-ciel. »

— A. Villevielle.

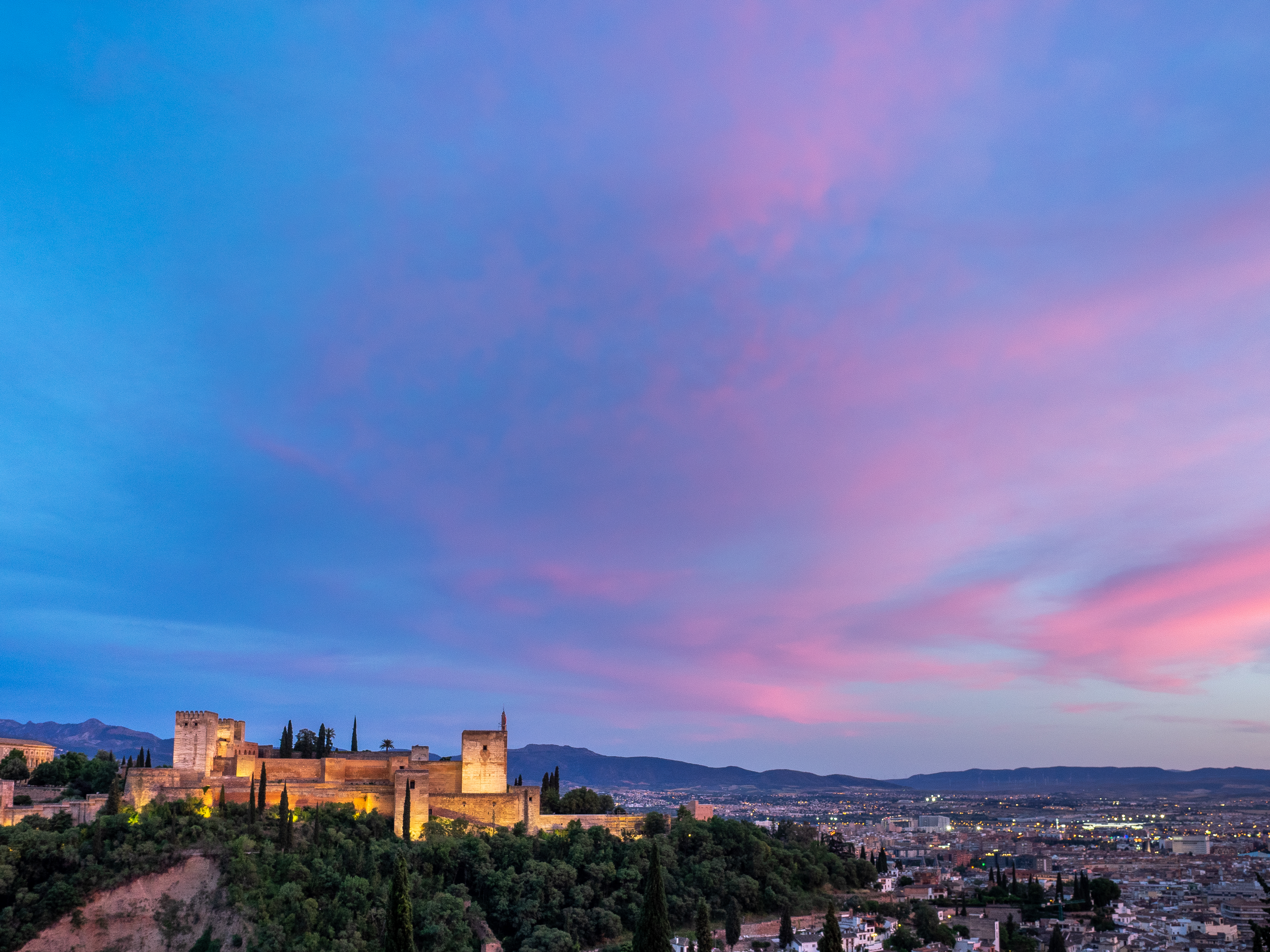
Ciel sur l'Alhambra de Grenade.

Sur Terre et par temps clair en pleine journée, les nuances de bleu varient selon la direction par rapport au soleil, l'heure, la région de l'observation et l'altitude. Plusieurs noms de couleur se basent sur la couleur du ciel dans un pays tempéré par beau temps : bleu ciel, azur. En peinture de paysage, on préfère le plus souvent un ciel de nuance variable et semé de nuages. Au XIXe siècle, le marchand de couleurs Rowney a commercialisé sous le nom de cæruleum, « couleur ciel » en latin, un pigment dont la propriété de paraître bleu même à la lumière des bougies a fait le succès.

## Physique de la couleur

Absorption du rayonnement électromagnétique par l'atmosphère terrestre dans le domaine entre l'ultraviolet et les micro-ondes.

### Ciel bleu de jour
Durant la journée, hors des phases où le Soleil se lève ou se couche, on peut observer un ciel d'un bleu insaturé dans toutes les directions hormis celle du Soleil, et très lumineux et blanc dans cette direction.

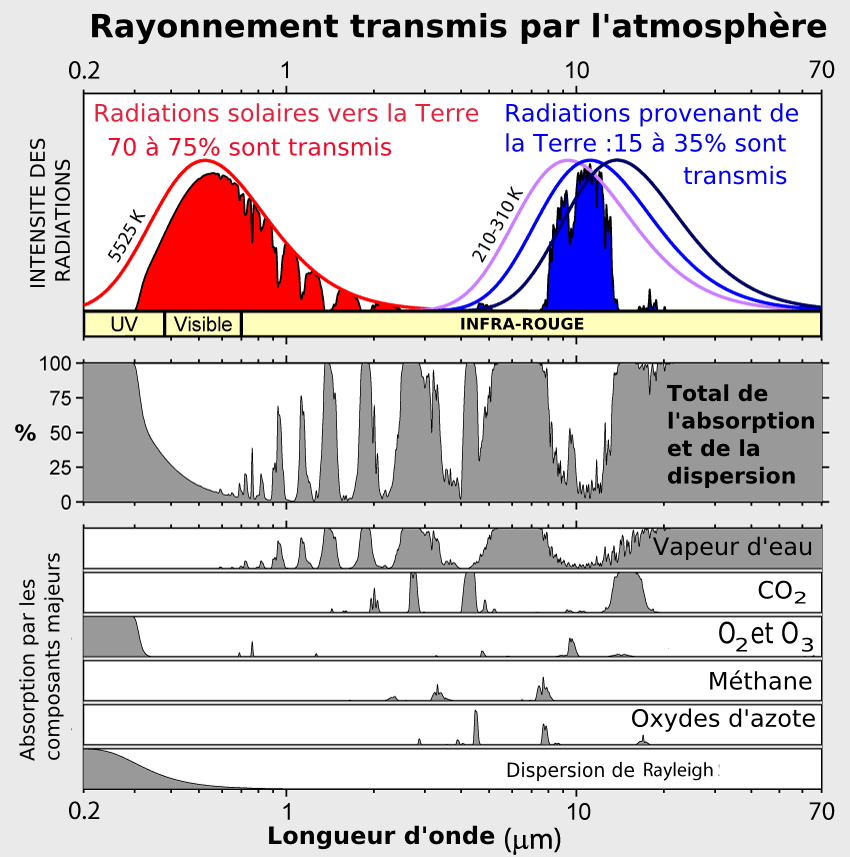
Diagramme indiquant les principaux absorbeurs dans l'atmosphère et la part transmise de la lumière solaire.

Pendant la journée, la lumière solaire prédomine ; la quantité de lumière provenant d'autre astres est négligeable. Par temps clair — c'est-à-dire dans un ciel sans nuage avec peu ou pas de poussière en suspension —, une partie de cette lumière atteint la surface du sol en rayons spéculaires[Quoi ?], après avoir subi des réfractions. Une autre partie interagit avec les molécules de l'atmosphère. Les molécules de diazote, qui occupent 78 % du volume de l'atmosphère terrestre, et celles de dioxygène, qui occupent 20 %, agissent sur la lumière incidente.
La lumière est une onde électromagnétique. Lorsque le champ électromagnétique de la lumière arrive sur une molécule ou un atome, il déforme le nuage électronique de celui-ci et va créer un dipôle électrostatique qui va émettre une onde électromagnétique à son tour. Cette onde peut être émise dans n'importe quelle direction, mais avec une intensité dépendant de l'angle de l'onde incidente.

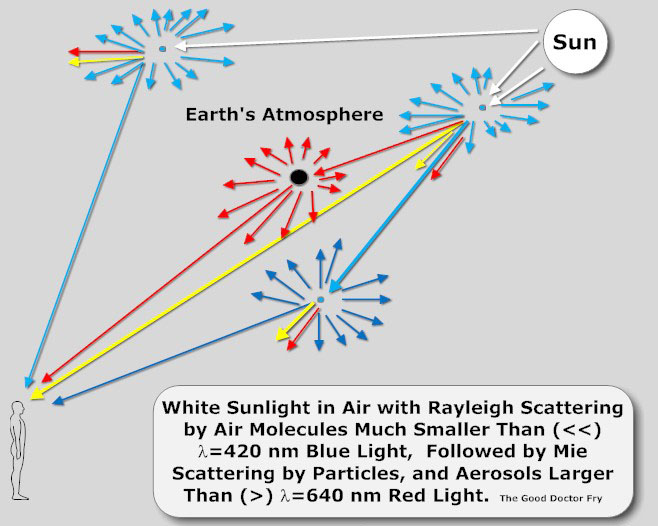
Dispersion de la lumière par de très petites particules selon la loi de Rayleigh.

La lumière est diffusée selon le modèle de Rayleigh (diffusion sélective omnidirectionnelle) lorsque les molécules mises en jeu ont une taille de l'ordre du dixième de la longueur d'onde ou moins, ce qui est le cas pour les molécules mises en jeu dans l'atmosphère terrestre puisque le diamètre d'une molécule de diazote est de 0,315 nm, celle de dioxygène de 0,292 nm. La puissance moyenne diffusée par une molécule dans le modèle de Rayleigh[réf. nécessaire] suit :
{\displaystyle \left\langle P\right\rangle ={\frac {{\mu }_{0}}{12\pi c}}{{\omega }^{4}}{{p}_{0}}{}^{\text{2}}}
où :
- μ0 est la perméabilité du vide,
- p0 l'amplitude du moment dipolaire du dipôle électrostatique formé par le nuage électronique de la molécule et des atomes touchés par le champ électromagnétique incident (la lumière),
- et ω est la pulsation de l'onde lumineuse.

On a l'habitude de désigner les rayonnements lumineux par leur longueur d'onde dans le vide. Ils s'étalent, dans l'ordre des couleurs de l'arc-en-ciel, du rouge vers 600 nm au violet vers 400 nm. La pulsation de l'onde étant inversement proportionnelle à la longueur d'onde, celle du violet est environ 3/2 de celle du rouge. Dans l'équation, la pulsation est élevée à la puissance 4 ; la diffusion affecte donc la lumière violette 81/16, à peu près cinq fois plus que celle du rouge.
De ce fait le rayonnement qui parvient du Soleil est pondéré par un facteur proportionnel à {\displaystyle 1/\lambda ^{4}} où {\displaystyle \lambda } est la longueur d'onde : la partie du spectre visible proche du bleu est donc diffusée et observable partout dans le ciel alors que les rouges traversent l'atmosphère quasiment directement.
Dans le modèle de Rayleigh, l'intensité diffusée[réf. nécessaire] est
{\displaystyle I=I_{0}\cdot 8\pi ^{4}\cdot N\alpha ^{2}\cdot {\frac {1+\cos ^{2}(\Theta )}{\lambda ^{4}\cdot R^{2}}}}
où 
- N est le nombre de particules,
- {\displaystyle \lambda } est la longueur d'onde de la lumière incidente,
- {\displaystyle \alpha } est la polarisabilité,
- et {\displaystyle \Theta } est l'angle entre l'onde incidente et l'observateur.

Dans la journée, le soleil est haut dans le ciel et l'ensemble de l'atmosphère diffuse d'autant plus les rayons que leur couleur est proche du bleu. En revanche, au lever ou au coucher du soleil, la lumière rouge nous parvient lorsqu'on regarde en direction du soleil, puisqu'elle est moins diffusée : la lumière solaire, rasante, traverse une couche d'atmosphère dix à quinze fois plus grande qu'au zénith. La diffusion de Rayleigh s'intensifie et concerne les longueurs d'onde courtes et moyennes du spectre visible. Les longueurs d'onde les plus grandes, proches du rouge, mieux transmises et moins diffusées, franchissent cette couche atmosphérique. Le rayonnement direct provenant du Soleil, débarrassé d'une partie des faibles longueurs d'onde par cette diffusion, est dominé par le jaune, d'où la couleur du soleil.
La couleur du ciel dépend de l'incidence des rayons solaires, variant avec les heures et les saisons, et avec la composition de l'atmosphère, principalement de la quantité et de la taille des gouttelettes d'eau qu'elle contient en suspension. En altitude, où les gouttelettes d'eau dans l'air sont plus rares, la dispersion est moindre. Le ciel est d'un bleu plus profond, c'est-à-dire moins lumineux et plus saturé.
Si l'atmosphère est en général suffisamment peu saturée de particules en altitude, les couches les plus basses de l'atmosphère contiennent des aérosols et des poussières qui modifient le processus physique mis en jeu : la diffusion de Mie intervient à ces altitudes plus basses. Parmi les aérosols, les gouttelettes d'eau en suspension qui forment les nuages sont les plus courants. La diffusion de Mie est uniforme pour le spectre visible ; les nuages apparaissent donc de la couleur de la lumière qui les éclaire, c'est dire qu'ils sont blancs ou gris.

### Polarisation de la lumière venant du ciel
Si l'on observe le ciel dans une direction formant un angle α avec la direction du Soleil, le rayonnement est d'autant plus polarisé que la direction d'observation s'éloigne de celle de l'astre. La direction dominante est perpendiculaire à la direction du soleil et le taux de polarisation de la lumière par la diffusion Rayleigh est de :
Comme la diffusion Rayleigh est prépondérante, la lumière venant d'une direction perpendiculaire à celle du Soleil est ainsi presque complètement polarisée. La diffusion Rayleigh étant inversement proportionnelle à la puissance 4 de la longueur d'onde, elle produit une lumière bleue, dont on exploite la polarisation en photographie pour obtenir des ciels d'un bleu plus profond.

### Couleur du ciel au coucher et lever de Soleil
Le ciel lors de l'aube ou du crépuscule est composé de plusieurs couleurs, en général chaudes comme des oranges et rouges. Durant ces périodes de la journée la diffusion de Rayleigh n'est pas le seul phénomène en jeu. La couche d'ozone, traversée par la lumière solaire sur une plus grande distance lorsque le Soleil est à l'horizon, absorbe une partie du rayonnement lumineux et va donner le bleu sombre du ciel au zénith lors du crépuscule. La diffusion demeure cependant le phénomène principal. Comme la couche d'atmosphère que traversent les rayons du Soleil est de 10 à 15 fois supérieure lorsque le Soleil est à l'horizon comparé à sa position zénithale, les longueurs d'onde les plus courtes (violet et bleu) sont quasiment entièrement dissipées par la diffusion, donnant la couleur rouge et orangée du ciel dans la direction du Soleil lors de son lever et de son coucher.

Lever de Soleil dans le désert californien, 2012.
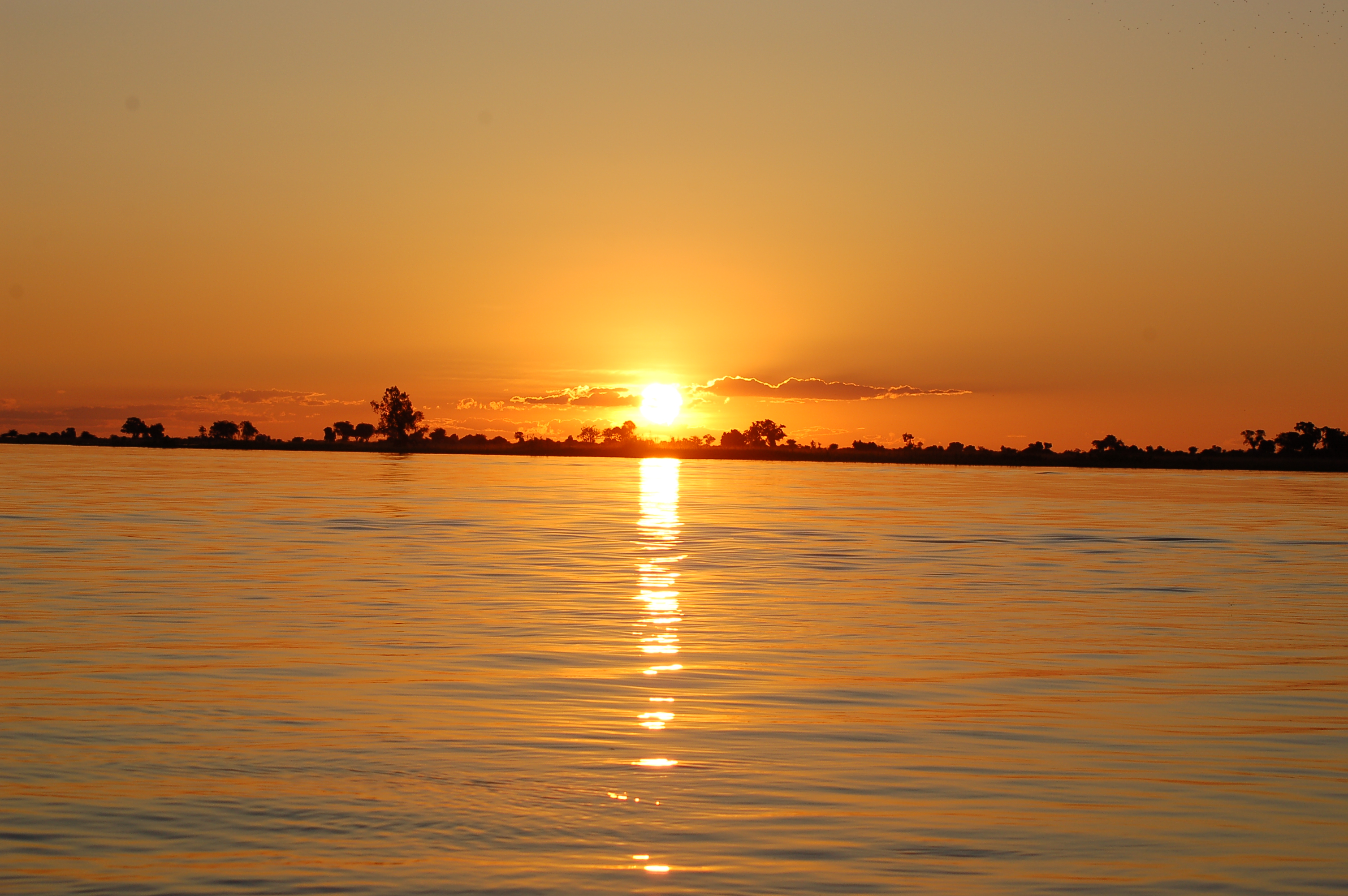
Coucher de Soleil au Botswana sur la rivière Chobe, 2007.
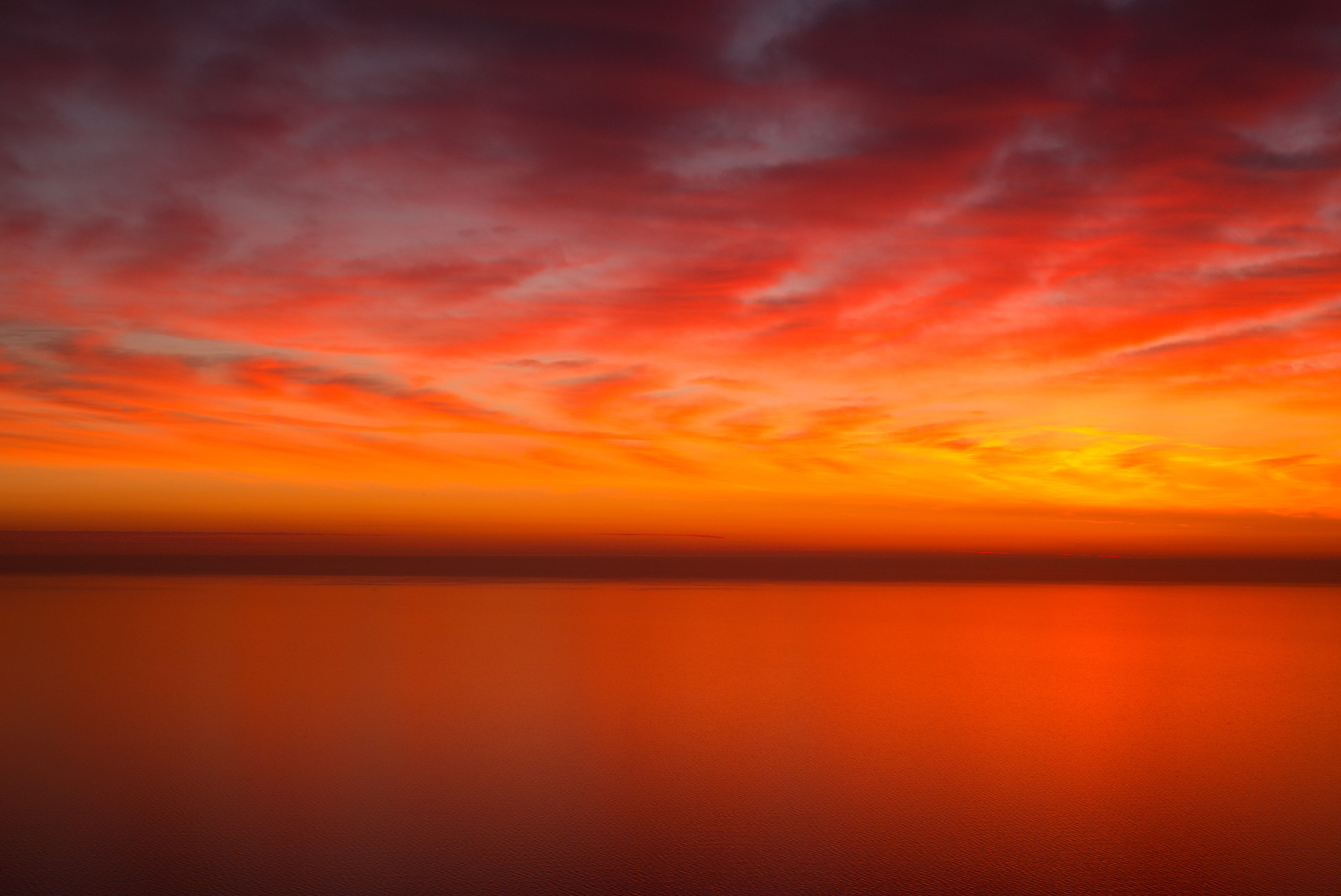
Coucher de soleil sur le lac Michigan, 2016.

### Le ciel de nuit

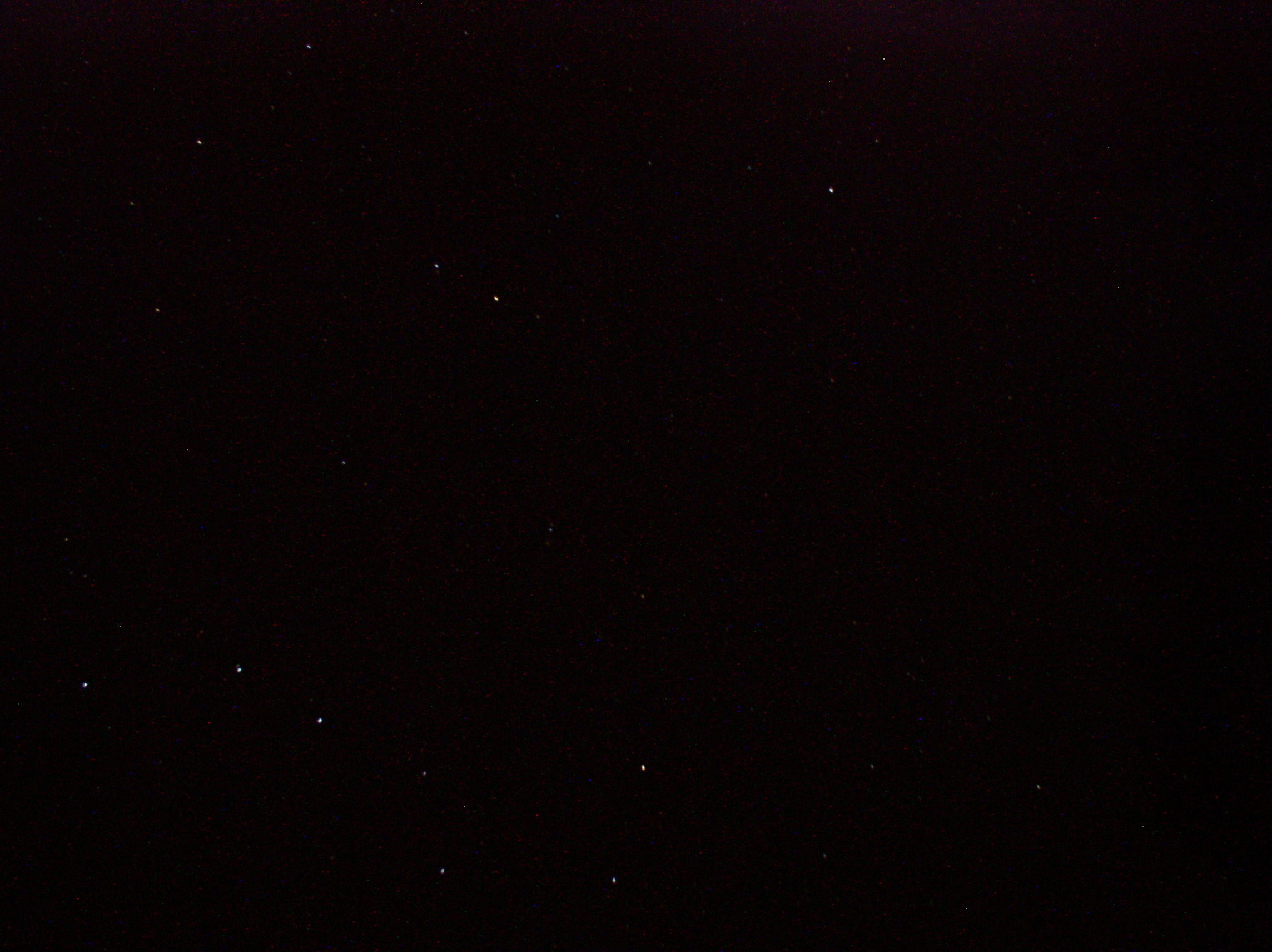
Grande Ourse et Petite Ourse visibles dans le ciel de nuit.

Le ciel nocturne est privé de la lumière du Soleil. Par conséquent, il fait noir, ce qui permet d'observer des milliers d'étoiles scintiller dans le ciel. Les étoiles sont toujours présentes durant la journée (les plus brillantes sont visibles à l'aide d'un télescope), mais ne peuvent être vues, car le Soleil leur fait concurrence.
Le paradoxe d'Olbers dit « du ciel de feu » énonce une contradiction, si l'on supposait l'univers fixe, entre le ciel noir de la nuit et une infinité d'étoiles dans un univers infini.

## Perception humaine de la couleur
La vision humaine s'adapte à la lumière dominante, qui paraît toujours blanche, à moins qu'elle ne soit très différente de la radiation d'un corps noir. Cette propriété permet de reconnaître les objets par leur couleur, même dans des environnements lumineux différents.
La lumière qui vient du ciel est incomparablement plus faible que celle qui vient du soleil, et elle est bien plus riche en courtes longueurs d'onde. Quand le soleil est visible, elle paraît bleue.
L’œil humain contient trois types de photorécepteurs, appelés cônes, chaque type étant sensible à un certain domaine de longueurs d'onde. Les cônes S, pour short wavevelength (longueurs d'onde courtes) ne représentent qu'environ 10 % du total des cônes présents sur la rétine dans la fovéa. Le maximum de sensibilité des cônes S est aux environs de 442 nm, celui des cônes M (pour les moyennes longueurs d'onde) est de 543 nm, des cônes L (longueurs d'onde longues) est de 570 nm.
Le processus d'assignation d'une couleur aux signaux envoyés par les cônes est un processus nerveux se déroulant dans le cerveau. La lumière arrivant dans l’œil possède une intensité spectrale particulière qui va susciter une réponse pour chaque type de cône correspondant à l'intégrale du produit de l'intensité spectrale par la réponse spectrale du type de cône en question.
L'intensité spectrale de la lumière du ciel est perçue identiquement au mélange d'une lumière blanche et d'une lumière monochromatique. Une modélisation théorique utilisant les courbes théoriques d'intensité spectrale de la lumière diffusée dans le ciel et des sensibilités des cônes donnent :
- λmonochromatique à 474 nm longueur d'onde à laquelle le cerveau attribue en général le bleu
- Un rapport de Ilumière blanche sur Iλ de 0,049 ce qui montre que le bleu observé est un bleu insaturé

Ces valeurs ne sont que peu modifiées lorsque les spectres réels du ciel sont pris en compte (λmonochromatique à 476 nm, rapport de Ilumière blanche sur Iλ de 0,063).
Les humains affectés de daltonisme, qui sont des anomalies dans la perception des couleurs dues à un manque de photorécepteurs d'un certain type, distinguent beaucoup moins de couleurs que les autres. Les tritanopes, dont la population de cônes S est anormale, perçoivent le bleu du ciel comme le vert.
La réponse de l’œil humain au spectre lumineux du ciel est le principal obstacle posé lors de l'identification des couleurs du ciel d'autres planètes : les capteurs, filtres et caméras embarquées n'ayant pas les mêmes réponses que l’œil, les captures prises vont présenter un biais et les « couleurs vues » par la sonde vont différer des couleurs qui seraient vues par les humains.

## Couleur du ciel d'autres planètes

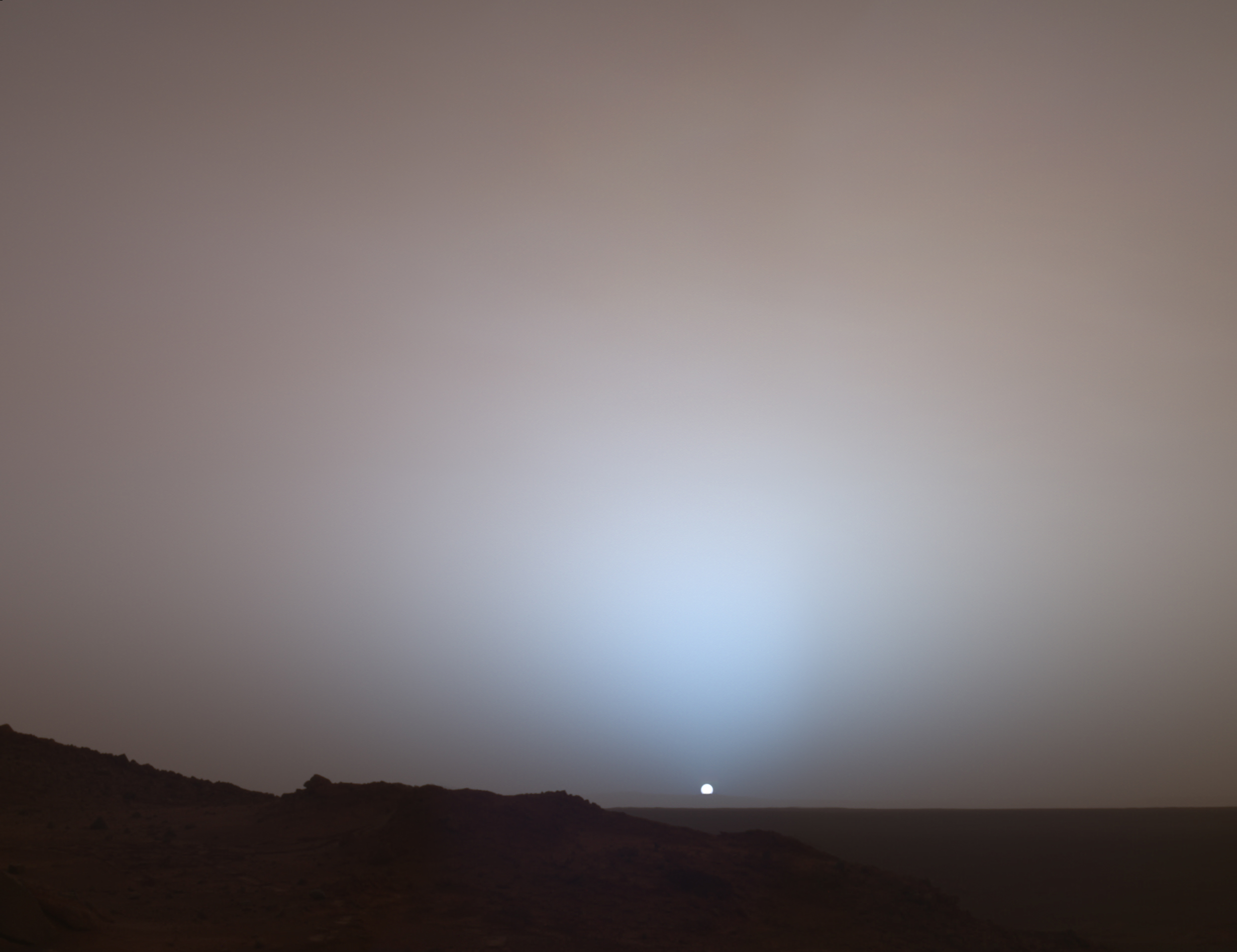
Coucher de Soleil sur Mars, capturé par Spirit dans le cratère Gusev.

Sur Mars, la couleur du ciel a pu être observée. En 1976 la sonde Viking 1 indiquait de manière surprenante que le ciel martien était bleu, ce qui fut démenti après la calibration des appareils de la sonde. Viking 1 effectuait les acquisitions d'images à l'aide d'une roue à filtres pour les trois couleurs primaires (bleu, rouge et vert), donnant lors des premières captures l'impression que le sol était d'un rouge-orangé intense et le ciel très clair, avec une légère nuance de bleu similaire à un jour couvert sur Terre. La pondération de ces trois couleurs pour la synthèse n'avait pas été appliquée pour qu'elle corresponde à la vision photopique (vision de jour) humaine.
Le ciel martien est saumon ou écarlate durant le jour. Cette couleur est due aux vents de poussière soulevant de la matière dans l'atmosphère, ce qui la teinte de rouge. Au coucher et au lever du Soleil, le ciel martien change de couleur comme sur Terre, mais sa teinte devient moins rouge.
La couleur du ciel vénusien semble être, d'après les sondes soviétiques des années 1980, d'une couleur orange-rouge.

## Culture

### Mythologie
Le bleu du ciel est associé dans de multiples écrits religieux monothéistes ou polythéistes à des divinités ou des pierres précieuses. Dans l'Exode et le Nouveau Testament, le saphir est l'emblème du ciel en référence au trône de Dieu. Pour les Égyptiens, c'est le lapis-lazuli qui est associé à Amun le créateur du ciel et de la terre. Dans l'hindouisme et le bouddhisme tibétain, le bleu du ciel est aussi la couleur de l'âme.
La plupart des dieux associés au ciel étaient supposés porter des ornements ou des vêtements bleus : Mavu, dieu du ciel des Ewe (environs du Ghana), Odin...

## Science
Dans l'Antiquité la couleur du ciel, outre les différentes mythologies, a trouvé ses premières explications avec les philosophes grecs qui tentaient d'expliquer les phénomènes optiques naturels les entourant. Le bleu du ciel avait pour origine selon eux, le fait que la lumière traversait l'air, et l'air, incolore à l'origine, lorsqu'il se condensait donnait sa couleur bleue ou rouge à la lumière.
Leonard Euler explique en 1760 que le bleu du ciel perd de son intensité avec l'altitude. Parmi les spéculations sur la couleur du ciel diurne, par contraste avec celles du ciel de nuit, celles de Goethe se distinguent en ce qu'il fonde sur elle sa théorie des couleurs.
Les recherches prennent un tour plus expérimental avec Horace-Bénédict de Saussure qui utilise vers 1790 un nuancier de 51 bleus qu'il appelle « cyanomètre » pour évaluer celui du ciel. Il montre que la couleur du ciel est plus intense en altitude. Jean-Baptiste Biot construit un instrument qu'il nomme « colorigrade » et montre que l'intensité de la couleur du ciel est moindre dans une direction proche de celle du Soleil et que sa lumière est polarisée au maximum dans une direction perpendiculaire. Vers 1830, François Arago explique que « la lumière bleue du ciel (…) est due à la réflexion rayonnante moléculaire et non à la réflexion spéculaire ou par couches ». Forbes s'attaque au sujet à partir de 1839, publiant plusieurs articles, dont « On the Transparency of the Atmosphere and the Laws of Extinction of the Sun's Rays passing through it » lui vaut en 1843 la médaille royale. Forbes s'était intéressé à la transmission de la lumière à travers la vapeur d'eau ; Rayleigh donne en 1871 une formulation mathématique à la diffusion de la lumière par des particules de dimension très inférieure à la longueur d'onde des rayonnements, à l'origine de la couleur bleue.